# Carlos Gomes da Silva
Antônio Carlos Gomes da Silva (Saúde, 13 de junho de 1972), mais conhecido como Carlos Gomes, é um pastor, radialista e político brasileiro filiado ao Republicanos. Atualmente exerce seu segundo mandato de deputado federal pelo Rio Grande do Sul e é presidente estadual do seu partido. Até junho de 2021, Carlos apresentou alinhamento de 94% com o governo Bolsonaro nas votações da câmara.

## Biografia
Carlos Gomes nasceu no município de Saúde, na Bahia, em 1972 e é filho de Antonio Gomes da Silva e Deira Maria da Silva. Mudou-se para o Rio de Janeiro aos 12 anos e converteu-se à fé cristã na Igreja Universal do Reino de Deus (IURD), onde conheceu sua esposa Sandra Delaqua. Em 1992, se tornou pastor e foi missionário no Rio de Janeiro, na Paraíba, em Goiás, no Distrito Federal e no Rio Grande do Sul. Nesse último estado, formou-se radialista, apresentando diversos programas dos segmentos gospel e informativo. Em setembro de 2005 filiou-se ao Partido Popular Socialista (PPS) e na eleição estadual de 2006 se elegeu deputado estadual. Em outubro de 2009 se filiou ao Partido Republicano Brasileiro (PRB), levando um suplente tucano a entrar na justiça pedindo a cassação do mandato por infidelidade partidária, o que de fato ocorreu em fevereiro de 2010. Na eleição estadual desse mesmo ano, entretando, Carlos Gomes se reelegeu deputado estadual.
Ainda em 2010, foi um dos Deputados Estaduais do Rio Grande do Sul que votou a favor do aumento de 73% nos próprios salários em dezembro, fato esse que gerou uma música crítica chamada "Gangue da Matriz" composta e interpretada pelo músico Tonho Crocco, que fala em sua letra os nomes dos 36 deputados (inclusive o de Carlos Gomes) que foram favoráveis a esse autoconcedimento salarial; Giovani Cherini como presidente da Assembleia Legislativa do Rio Grande do Sul na ocasião entrou com uma representação contra o músico, Cherini falou que era um crime contra honra e o título era extremamente agressivo e fazia referência a criminosos que mataram o jovem Alex Thomas, na época Adão Villaverde que se tornou o sucessor na presidência da Assembleia Legislativa, expressou descontentamento discordando da decisão de Cherini, mas em agosto do mesmo ano o próprio Giovani Cherini ingressou com petição pedindo o arquivamento contra o músico com a alegação que não era vítima no processo (seu nome não aparecia na letra, pois como presidente do parlamento gaúcho na ocasião não podia votar) e que defendia a liberdade de expressão, na época Tonho recebeu apoio de uma loja que espalhou 20 outdoors pela capital Porto Alegre e também imenso apoio por redes sociais.

### Deputado federal
Na eleição de 2014, apoiando a candidatura não eleita de Ana Amélia Lemos (PP) ao governo do estado, Carlos se elegeu deputado federal. Em seu primeiro mandato, ele cronologicamente votou a favor do PL 4330 da Terceirização; a favor das Medidas Provisórias 664 e 665 (de ajuste fiscal propostas por Dilma Rousseff) relativas à pensão por morte e ao seguro desemprego respectivamente; a favor do Impeachment de Dilma (PT); a favor da cassação de Eduardo Cunha (PMDB); a favor da PEC do Teto de Gastos; a favor da reforma do ensino médio a favor da Reforma Trabalhista; contra assegurar a prática da vaquejada como manifestação cultural; contra a rejeição da primeira denúncia contra Michel Temer (PMDB) e a favor da rejeição da segunda; a favor da MP da reforma do FIES e a favor da intervenção federal na segurança do RJ. Carlos esteve ausente na votação sobre desobrigar a Petrobras de participar de todos os blocos de exploração do pré-sal.
Na eleição estadual de 2018, o PRB apoiou a candidatura eleita de Eduardo Leite (PSDB) ao governo do estado, enquanto Carlos se reelegeu deputado federal. Em seu segundo mandato na câmara, ele cronologicamente votou a favor de criminalizar responsáveis por rompimento de barragens; a favor da PEC da Reforma da Previdência e contra excluir os professores nas regras da mesma; a favor da MP da Liberdade Econômica; a favor de alteração no Fundo Eleitoral; a favor do aumento do Fundo Partidário; contra cobrança de bagagem por companhias aéreas;  a favor do PL 3723 que regulamenta a prática de atiradores e caçadores; a favor do  "Pacote Anti-crime" de Sergio Moro; a favor do Novo Marco Legal do Saneamento; a favor da redução do Fundo Eleitoral; contra a suspensão do mandato do deputado Wilson Santiago (PTB/PB), acusado de corrupção; a favor da ajuda financeira aos estados durante a pandemia de COVID-19; a favor do Contrato Verde e Amarelo; a favor da MP 910 (conhecida como MP da Grilagem); a favor da flexibilização de regras trabalhistas durante a pandemia; a favor do congelamento do salário dos servidores; a favor da convocação de uma Convenção Interamericana contra o Racismo; duas vezes a favor da destinação de verbas do novo FUNDEB para escolas ligadas às igrejas; a favor da autonomia do Banco Central; a favor da manutenção da prisão do deputado bolsonarista Daniel Silveira (PSL/RJ); a favor da validação da PEC da Imunidade Parlamentar; a favor da PEC Emergencial (que trata do retorno do auxílio emergencial por mais três meses e com valor mais baixo); a favor que empresas possam comprar vacinas da COVID-19 sem doar ao SUS; a favor de classificar a educação como "serviço essencial" (possibilitando o retorno das aulas presenciais durante a pandemia); a favor da privatização da Eletrobras e a favor de dificultar a  punição por improbidade administrativa. Carlos esteve ausente nas votações sobre a MP 867 (que segundo ambientalistas alteraria o Código Florestal anistiando desmatadores); a anistia da dívida das igrejas; acabar com o Licenciamento Ambiental para diversas atividades e suspensão de despejos durante a pandemia.

## Desempenho eleitoral
| Ano  | Eleição                       | Cargo             | Partido | Coligação                                  | Suplentes                                     | Votos           | Resultado                                          |
| ---- | ----------------------------- | ----------------- | ------- | ------------------------------------------ | --------------------------------------------- | --------------- | -------------------------------------------------- |
| 2006 | Estadual do Rio Grande do Sul | Deputado Estadual | PPS     | PPS / PSDB                                 | Jorge Gobbi (PSDB), Mauro Sparta (PSDB)       | 66.454 (1,23%)  | Eleito (7ª pessoa mais votada, 2ª na coligação)    |
| 2010 | Estadual do Rio Grande do Sul | Deputado Estadual | PRB     | PRB / PSDB / PSL / PSC / PPS / PHS / PTdoB | Elisabete Felice (PSDB), Jorge Drumm (PSDB)   | 59.144 (1,05%)  | Reeleito (15ª pessoa mais votada, 4ª na coligação) |
| 2014 | Estadual do Rio Grande do Sul | Deputado Federal  | PRB     | PRB / PSDB / PP / SD                       | José Otávio Germano (PP), Yeda Crusius (PSDB) | 92.323 (1,68%)  | Eleito (29ª pessoa mais votada, 7ª na coligação)   |
| 2018 | Estadual do Rio Grande do Sul | Deputado Federal  | PRB     | PRB / PSDB / PTB / PP / REDE               | Ronaldo Santini (PTB), Ronaldo Nogueira (PTB) | 103.373 (1,88%) | Reeleito (11ª pessoa mais votada, 2ª na coligação) |